# Мартін Кіліані
Ма́ртін Кіліа́ні (нім. Martin Kiliani) (22 квітня 1858, Вюрцбург — 21 січня 1895, Мюнхен) — німецький електрометалург, директор алюмінієвого заводу в Нойгаузені Акціонерного товариства алюмінієвої промисловості (нім. Aluminium-Industrie Aktiengesellschaft), відомий як розробник електролітичного виробництва цинку та зі співпраці з Полем Еру з налагодження промислового виробництва алюмінію на цьому заводі за способом Еру.

## Життєпис
Мартін Кіліані народився у Вюрцбурзі 22 квітня 1858 року в родині комісара поліції Йозефа Кіліана. Освіту здобував у  гімназіях в Бамберзі та Регенсбурзі. З 1875 року вивчав хімію в Мюнхенському університеті, здобувши кваліфікацію бакалавра-викладача природничих наук. Після року волонтерської служби він став асистентом з хімічної технології у Мюнхенському технічному університеті. Там Кіліані співпрацював з відомим металургом професором Карлом Штольцелем, цікавився комерційними та промисловими питаннями. З цією метою відвідував збори Мюнхенської політехнічної асоціації.
Професор Штольцель, будучи перевантаженим різними функціями, невдовзі доручив Кіліані продовжити його роботу над новим виданням його книги з металургії. Це потребувало від Кіліані детального вивчення металургії, зокрема електролітичних процесів, які на той час не були достатньо досліджені. Заглибившись у цю тематику, Кіліані зрозумів важливість розуміння цих процесів й перспективність їх застосування у промисловій металургії. Результати його тогочасних новаторських досліджень були  опубліковані в період з 1893 до 1895 років у «Berg- und Hüttenmännischen Zeitung» (Гірничо-металургійна газета). Уже в першій публікація «Оброблення руд з використанням електрики» представлені результати його досліджень електропровідності руд (41 зразок руд), розташування ванн, електродів, складу електролітів, підкреслена важливість точного вимірювання й регулювання густини струму, показана перевага електролізу над металургійними процесами щодо чистого й повного відокремлення кількох металів у одному процесі, встановлені умови такого електролітичного відокремлення. За результатами дослідження електролітичного оброблення цинкових руд Кіліані отримав два німецьких патенти (D.R.-P. 29900 і 32864) щодо електролітичного виробництва цинку. Запропонований метод мав істотний недолік: вартість електроенергії була занадто високою щодо ціни цинку, що робило процес нерентабельним.
Завдяки своїм дослідженням Кіліані набув репутації одного з небагатьох спеціалістів у галузі електрометалургії металів. Тож  
1885 року компанія Deutsche Edison-Gesellschaft (1888 року перейменована в Allgemeine Elektricitäts-Gesellschaft - AEG) запросила молодого та успішного хіміка на роботу в Берлін для вирішення різноманітних технічних проблем, зокрема удосконалення ниток розжарення для електричних ламп розжарення. Його не покидала ідея здешевлення промислового виробництва алюмінію, яке здійснювалося тоді за способом Анрі Сент-Клер Девіля. Маючи дієву підтримку генерального директора компанії Ратенау, Кіліані розробив електролітичний процес виробництва алюмінію.
А коли його компанія в листопаді 1888 року стала співзасновницею Акціонерного товариства алюмінієвої промисловості (нім. Aluminium-Industrie Aktiengesellschaft (AIAG)) з капіталом у 10 мільйонів швейцарських франків за участю компаній Ateliers de Constructions Mécaniques Oerlikon і Escher Wyss AG, Кіліані був призначений директором алюмінієвого заводу компанії в Нойхаузені (Швейцарія), залишаючись ним до своєї смерті в 1895 році. З того часу, перебуваючи на технічній посаді, Кіліані вже не мав змоги займатися публікацією своїх досліджень.
Основним напрямом роботи новоствореної компанії AIAG було алюмінієве виробництво на основі патента Поля Еру, який займав на заводі посаду інженера-консультанта. Хоча Кіліані й Еру мали різні характери і кожен з них був самодостатнім у розвитку алюмінієвого виробництва, але їхні ідеї, взаємодоповнюючись, давали плідні результати. Кіліані підхопив першу ідею Еру щодо електролітичного виробництва чистого алюмінію. Не зупиняючись перед застереженнями Еру щодо відсутності достатнього попиту на чистий алюміній, він активно вирішував проблеми промислового виробництва алюмінію та його комерційного використання.
Основною проблемою, яку мали вирішити Еру й Кіліані, було забезпечення відносного руху анода і тигля-катода для уникнення утворення твердої кірки на поверхні розплаву та забезпечення регулярної подачі глинозему шляхом автоматичного перемішування ванни розплаву. У цей час Еру покинув AIAG і почав співпрацювати зі створеною Французькою електрометалургійною компанією  (фр. Société Électro-Métallurgique Française), а Кіліані майже відразу після свого прибуття в Нойхаузен 1888 року вирішив цю проблему, створивши піч, у якій  один або обидва електроди неперервно концентрично або ексцентрично обертаються, занурені у розплав.    
Винаходи Кіліані відіграли важливу роль у заснуванні електрохімічного заводу з хлорно-лужного електролізу в Біттерфельді.
У праці Мартін Кіліані був вимогливим не тільки до підлеглих, але і до себе, не шкодував себе для досягнення поставленої мети.
Будучи хворим, він вирушив до Мюнхена у невідкладній технічній справі. Звечора він прибув до Мюнхена, а вранці 21 січня 1895 року його життя обірвалося через раптову зупинку серця.
Кіліані прожив зі своєю дружиною 6 років у щасливому шлюбі, виховуючи трьох дітей.  У вільний час він, будучи чудовим піаністом, захоплювався музикою, доглядав за своїм затишним садом, спілкувався з дітьми.